# 夏科角
66°26′S 98°30′E / 66.433°S 98.500°E
夏科角是南極洲的海岬，位於瑪麗皇后地，處於梅爾巴半島東北端，處於大衛島以西6公里，由澳大利亞探險家率領的探險隊發現，現時由南極條約體系管理。